# Buenavista, San Martín Chalchicuautla
Buenavista är en ort i Mexiko.   Den ligger i kommunen San Martín Chalchicuautla och delstaten San Luis Potosí, i den sydöstra delen av landet, 230 km norr om huvudstaden Mexico City. Buenavista ligger 113 meter över havet och antalet invånare är 362.
Terrängen runt Buenavista är platt. Runt Buenavista är det ganska tätbefolkat, med 86 invånare per kvadratkilometer. Närmaste större samhälle är Tempoal de Sánchez, 17,4 km nordost om Buenavista. Omgivningarna runt Buenavista är en mosaik av jordbruksmark och naturlig växtlighet.